# Harle (Fluss)
Die Harle ist ein kleiner Fluss im Landkreis Wittmund in Ostfriesland. Sie liegt vollständig auf dem Gebiet der Stadt Wittmund und mündet im Ortsteil Harlesiel durch ein Siel in die Nordsee. Vom Fließgewässertyp her handelt es sich um ein Marschengewässer.

## Name
Der Fluss tritt in dem Gaunamen pagus Herloga um das Jahr 1100 erstmals urkundlich in Erscheinung. Der Name ist altfriesischen Ursprungs und bedeutet 'schlammiges Gewässer'.

## Lauf
Die Harle verläuft östlich an der Wittmunder Kernstadt vorbei und fließt dann mäandrierend in Richtung Norden. Sie durchquert den Stadtteil Carolinensiel und mündet durch eine Schleuse und ein Schöpfwerk in den Harlesieler Hafen und von dort in die Nordsee. Im Mittelalter mündete die Harle bei Altfunnixsiel in die Harlebucht, die ab 1550 Schritt für Schritt eingedeicht wurde.

## Fortsetzung im Wattenmeer
Das Mündungspriel der Harle ist die Carolinensieler Balje. Sie gehört zu den südlichen Armen des Seegatts Harle, das die Nordseeinseln Spiekeroog und Wangerooge voneinander trennt.

## Schutzstatus
Die Harle liegt bis unterhalb von Neufunnixsiel im FFH-Gebiet „Teichfledermaus-Habitate im Raum Wilhelmshaven“ und im Landschaftsschutzgebiet „Teichfledermausgewässer“.

## Tourismus
Touristisch ist die Harle als Paddelrevier und in den Häfen von Carolinensiel sowie Harlesiel auch für den Boots- und Fährverkehr von Bedeutung. Harlesiel ist Fährort zur Insel Wangerooge.